# ミンガス・ダイナスティ
ミンガス・ダイナスティ（Mingus Dynasty）は、チャールズ・ミンガスの死後間もない1979年に結成されたアメリカのジャズ・アンサンブルで、ミンガスがレコーディングや演奏を共にした数多くのミュージシャンたちが参加した。グループ名は1959年のアルバム『ミンガス・ダイナスティ』に由来している。
1988年にはビッグバンド形式へと拡大し、ミンガス・ビッグ・バンドは1991年からニューヨークで毎週のレジデンシー公演を行っている。現在、ミンガス・ダイナスティ、ミンガス・ビッグ・バンド、そしてミンガス・オーケストラという3つのミンガス・レパートリー・グループが活動している。いずれも世界各地をツアーし、ニューヨークのDROMで月曜の夜に交代で演奏を行っている。
このグループの卒業生には、ジミー・オーエンズ、ランディ・ブレッカー、リチャード・ウィリアムズ、ジョン・ファディス、ジミー・ネッパー、ジョン・ハンディ、クレイグ・ハンディ、ジョー・ファレル、リッキー・フォード、ジョージ・アダムス、デヴィッド・マレイ、クリフォード・ジョーダン、ニック・ブリグノラ、ドン・プーレン、ローランド・ハナ、ジャッキー・バイアード、マイク・リッチモンド、ダニー・リッチモンド、ビリー・ハート、ケニー・ワシントン、チャーリー・ヘイデン、アラダー・ペゲ、レジー・ジョンソン、レジー・ワークマン、リチャード・デイヴィスなどがいる。

## ディスコグラフィ

### スタジオ・アルバム
- 『チェアー・イン・ザ・スカイ』 - Chair in the Sky (1980年、Elektra) ※全米ジャズチャート23位[1]
- 『ライヴ・アット・モントルー』 - Live at Montreux (1980年、Atlantic)
- 『リインカーネーション』 - Reincarnation (1982年、Soul Note)
- Live at the Theatre Boulogne-Billancourt/Paris, Vol. 1 (1988年、Soul Note) ※ビッグ・バンド・チャーリー・ミンガス名義
- Live at the Theatre Boulogne-Billancourt/Paris, Vol. 2 (1988年、Soul Note) ※ビッグ・バンド・チャーリー・ミンガス名義
- Big Band Charles Mingus (1988年、Soul Note)
- Mingus' Sounds of Love (1988年、Soul Note)
- 『ライヴ・アット・ザ・ヴィレッジ・ヴァンガード』 - Live At The Village Vanguard (1989年、Storyville)
- Next Generation Performs Charles Mingus Brand New Compositions (1991年、Columbia)
- At the Bottom Line (1995年、West Wind)
- 『フォーバス知事の寓話』 - Fables Of Faubus (2021年、Timeless) ※1985年録音[2]